# Лаале
Лаале или Лоллес (дат. Peder Laale) — один из древнейших датских писателей.
Время его жизни неизвестно. Сделанный им перевод 1200 латинских сентенций на датский язык — один из первых письменных памятников датской литературы (см. Датская литература). Первое издание вышло в 1506.